# Cincloramphus
A Cincloramphus a madarak osztályának verébalakúak (Passeriformes) rendjébe és a tücsökmadárfélék (Locustellidae) családjába tartozó nem. Egyes rendszerezések a Megalurus nembe sorolják.
Korábban egy szemétkosár-taxonba, az óvilági poszátafélék (Sylviidae) családjába sorolták, de az új besorolás szerint az új tücsökmadárfélék (Locustellidae) családba tartozik.

## Rendszerezés
A nembe az alábbi 9 faj tartozik:
- feketehasú pacsirtaposzáta (Cincloramphus cruralis)
- rozsdásszárnyú pacsirtaposzáta (Cincloramphus mathewsi)
- vörösmellű bozótposzáta (Cincloramphus rubiginosus) vagy (Megalurulus rubiginosus) vagy (Ortygocichla rubiginosa)
- álarcos bozótposzáta (Cincloramphus grosvenori) vagy (Megalurulus grosvenori)
- sárgacsíkos bozótposzáta (Cincloramphus bivittatus) vagy (Buettikoferella bivittata)
- Whitney-bozótposzáta (Cincloramphus whitneyi)  vagy (Megalurulus whitneyi)
- új-kaledón bozótposzáta (Cincloramphus mariei)  vagy (Megalurulus mariei)
- hosszúlábú poszáta (Cincloramphus rufus) vagy (Trichocichla rufa)
- bougainville-szigeti bozótposzáta (Cincloramphus llaneae) vagy (Megalurulus llaneae)
- rozsdásfejű lápiposzáta (Cincloramphus timoriensis), korábban (Megalurus timoriensis)
- pápua lápiposzáta (Cincloramphus macrurus), korábban (Megalurus macrurus)